# Chapelle Saint-Martin de Saint-Victor-la-Coste
La chapelle Saint-Martin est une chapelle romane en ruines située à Saint-Victor-la-Coste dans le département français du Gard en région Occitanie.

## Localisation
La chapelle se dresse au milieu de la plaine, près d'une source et d'un lavoir, au nord-ouest du village de Saint-Victor-la-Coste, le long de la route départementale D145, qui relie Connaux à Saint-Laurent-des-Arbres.

## Historique
La chapelle Saint-Martin occupe probablement l'emplacement d'un ancien temple païen construit le long d'une voie romaine : en effet, d'un côté, Saint-Martin est située le long d'une route qui reliait jadis la voie Nîmes-Alba aux routes longeant la vallée du Rhône et, de l'autre, une stèle funéraire romaine utilisée en réemploi dans le soubassement d'un pilier de la chapelle atteste l'origine païenne du site. 
La chapelle actuelle date des XIe et XIIe siècles, : sa construction fut entamée aux environs de 1050, en un lieu où se tenait le marché régional. Ce marché ayant été transféré à Bagnols en 1223 sur ordre du roi Louis VIII (qui fit également démolir le château du comte de Sabran qui dominait le village), la chapelle fut délaissée par les marchés et les pèlerins et n'a pas survécu.
Le prieuré est mentionné sous les noms d'Ad Sanctum Victorem en 1220, Sanctus-Victor de Costa en 1384 et Prieuré Sainct-Victor de la Coste en 1620. 
Il faisait partie de la viguerie de Bagnols et du diocèse d'Uzès. Le prieuré de Saint-Victor était un prieuré régulier, uni au chapitre cathédral d'Uzès : le prévôt de ce chapitre en était le collateur.

## Statut patrimonial
La chapelle fait l'objet d'un classement au titre des monuments historiques depuis le 23 octobre 1980.
Les ruines de la chapelle sont aujourd'hui propriété de la commune,.

## Architecture
Il ne subsiste plus aujourd'hui de la chapelle Saint-Martin que les ruines du chevet et du clocher : on n'en connaît donc pas le plan d'ensemble.

### Architecture extérieure

#### Le clocher
Le clocher comporte trois niveaux : chacun d'entre eux est en retrait par rapport au niveau inférieur et en est séparé par un cordon de pierre biseauté.
Le niveau inférieur est édifié en moellons et présente un chaînage d'angle en pierre au sud-est. Il est percé d'une petite fenêtre aux piédroits harpés et au linteau monolithe ainsi que de trous de boulin (trous destinés à ancrer les échafaudages).
Les niveaux supérieurs du clocher, réalisés en pierre de taille assemblée en grand appareil (sauf réfections), sont percés sur chaque face d'une fenêtre en plein cintre à double archivolte, dont les piédroits sont couronnés d'impostes en saillie.

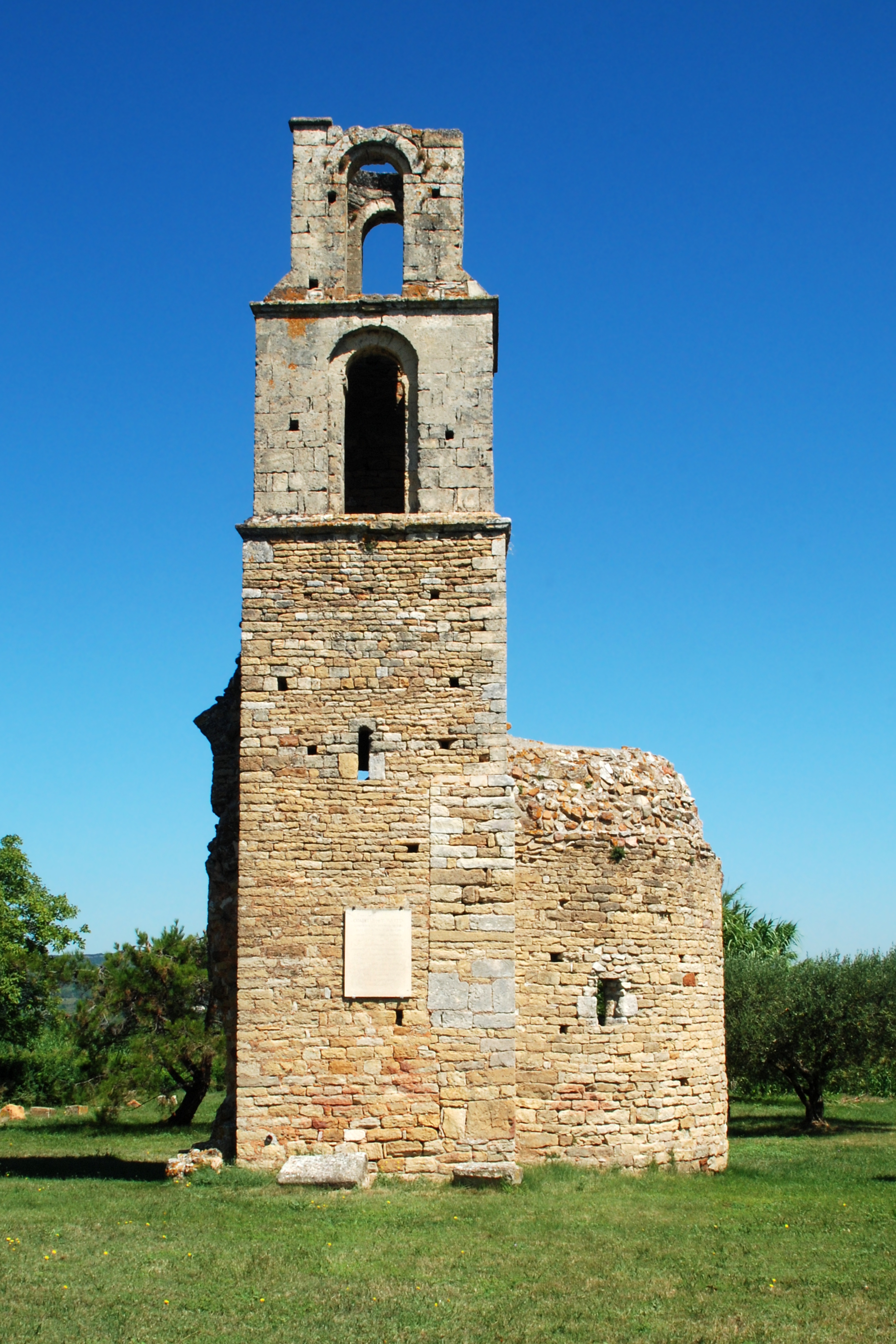
La chapelle vue du sud.
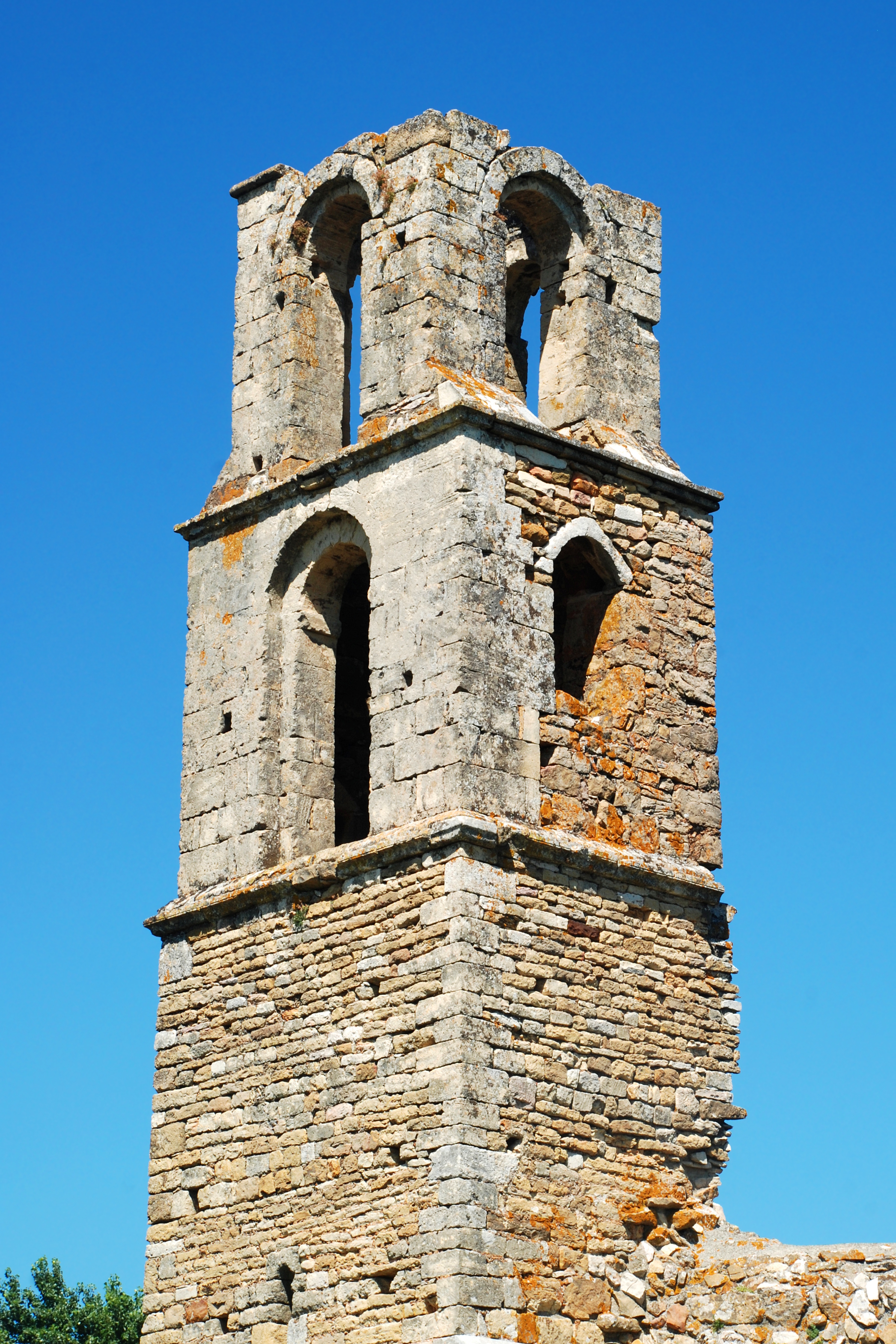
Le clocher.
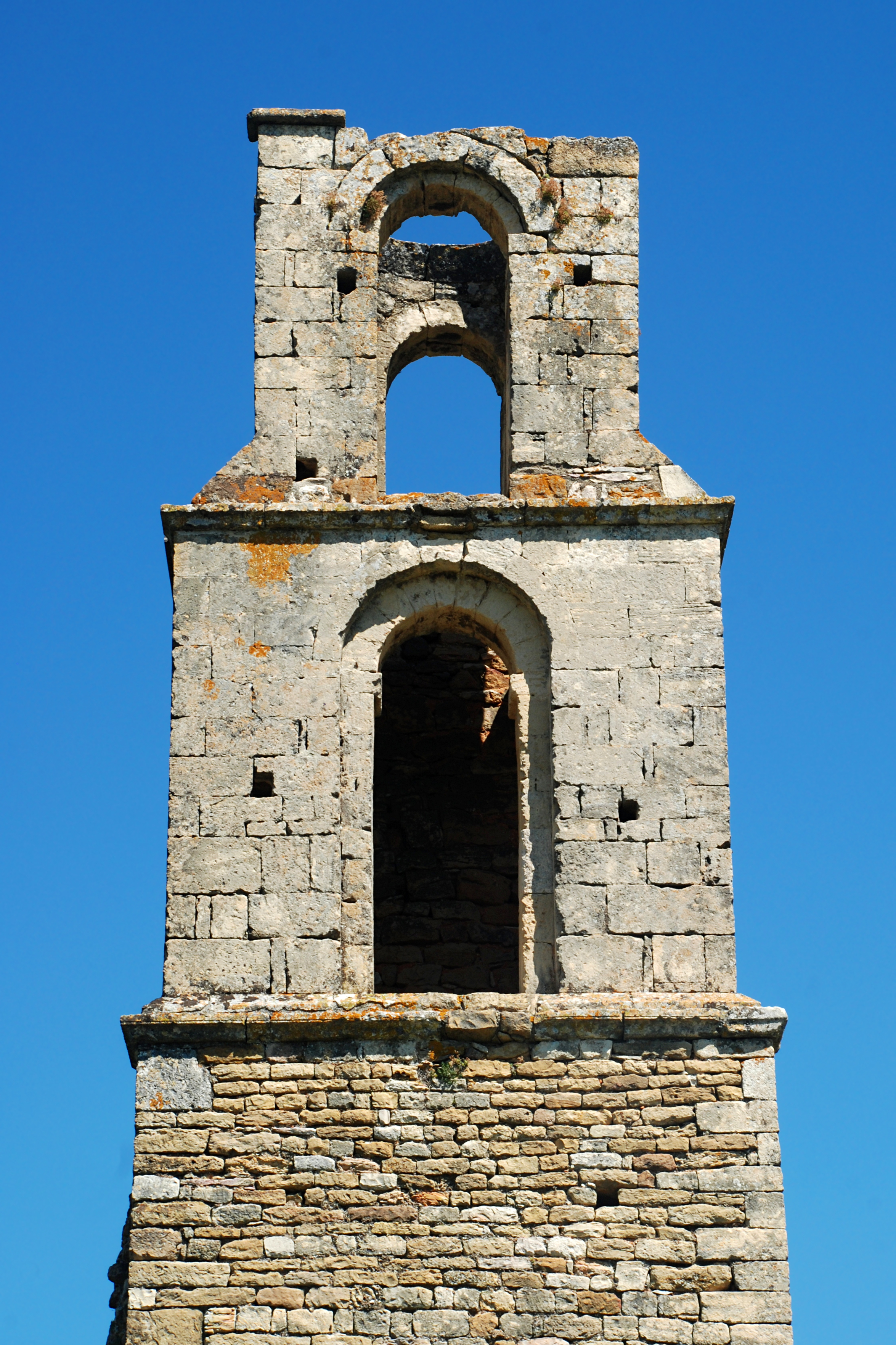
Le clocher vu de face.

#### Le chevet
La chapelle possède un petit chevet semi-circulaire composé d'une abside unique édifiée en moellons et percée de trous de boulin.
Cette abside, qui a perdu sa toiture, est percée d'une fenêtre axiale et d'une fenêtre orientée au sud, toutes deux fortement endommagées.

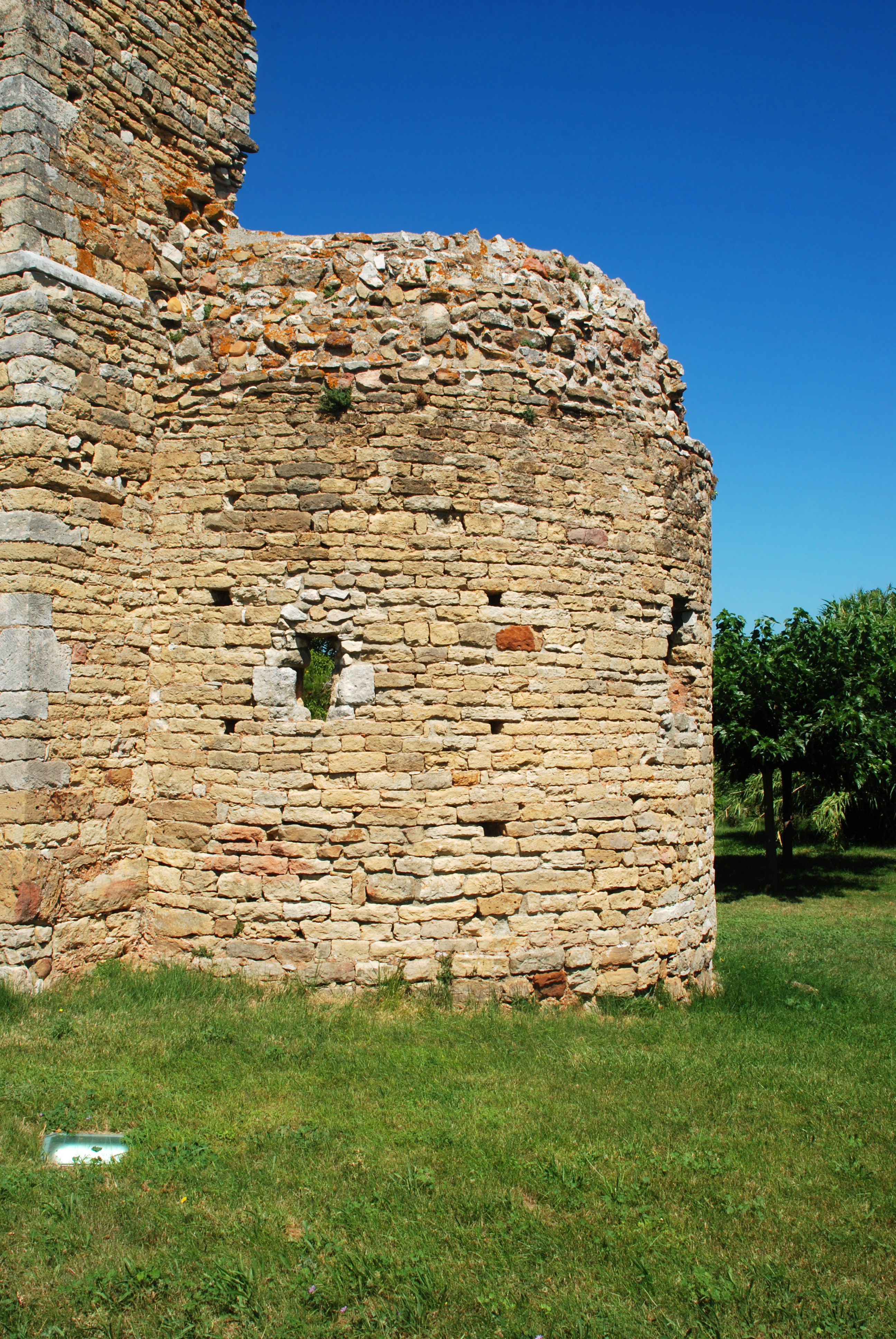
Le chevet vu du sud.
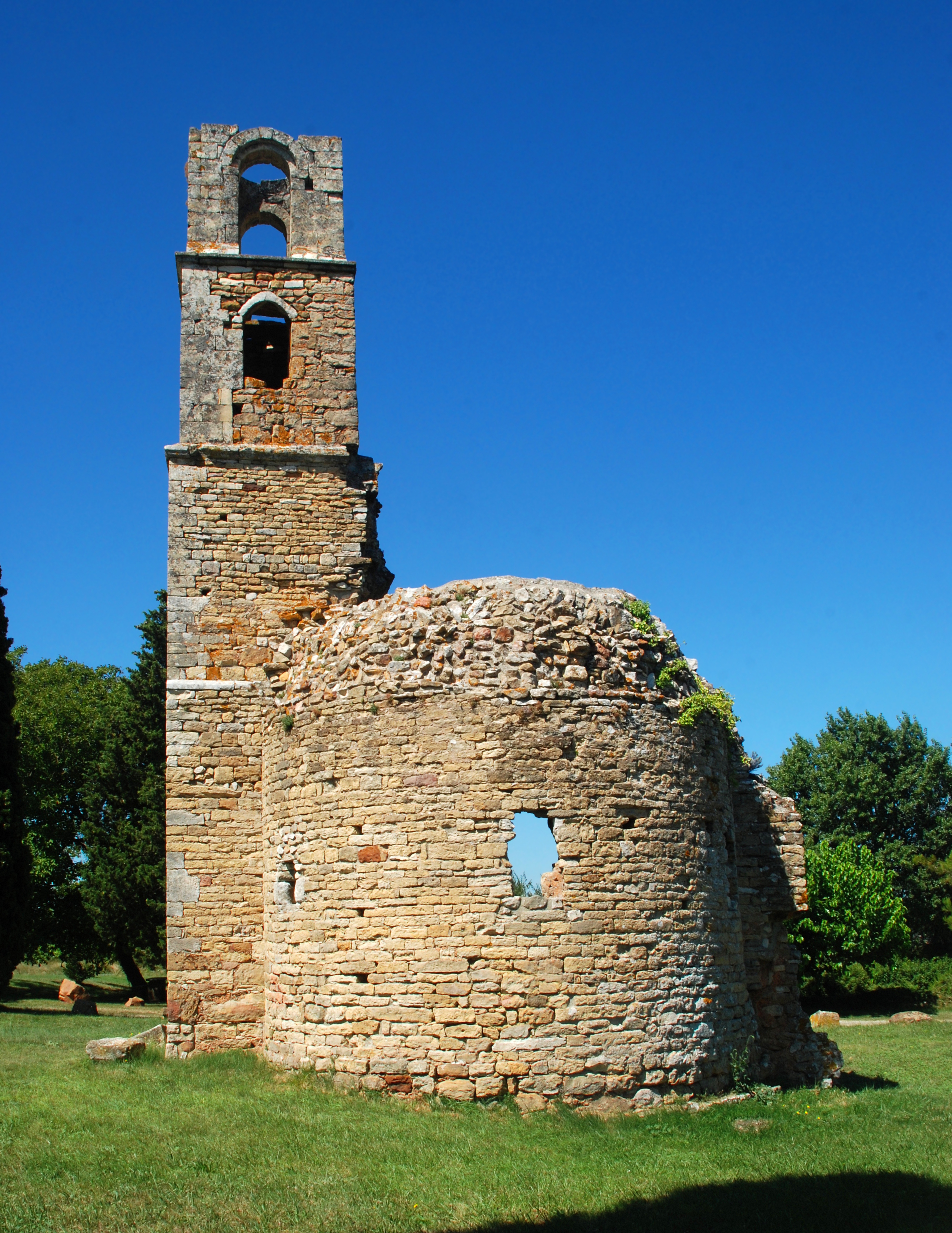
Le chevet vu de l'est.
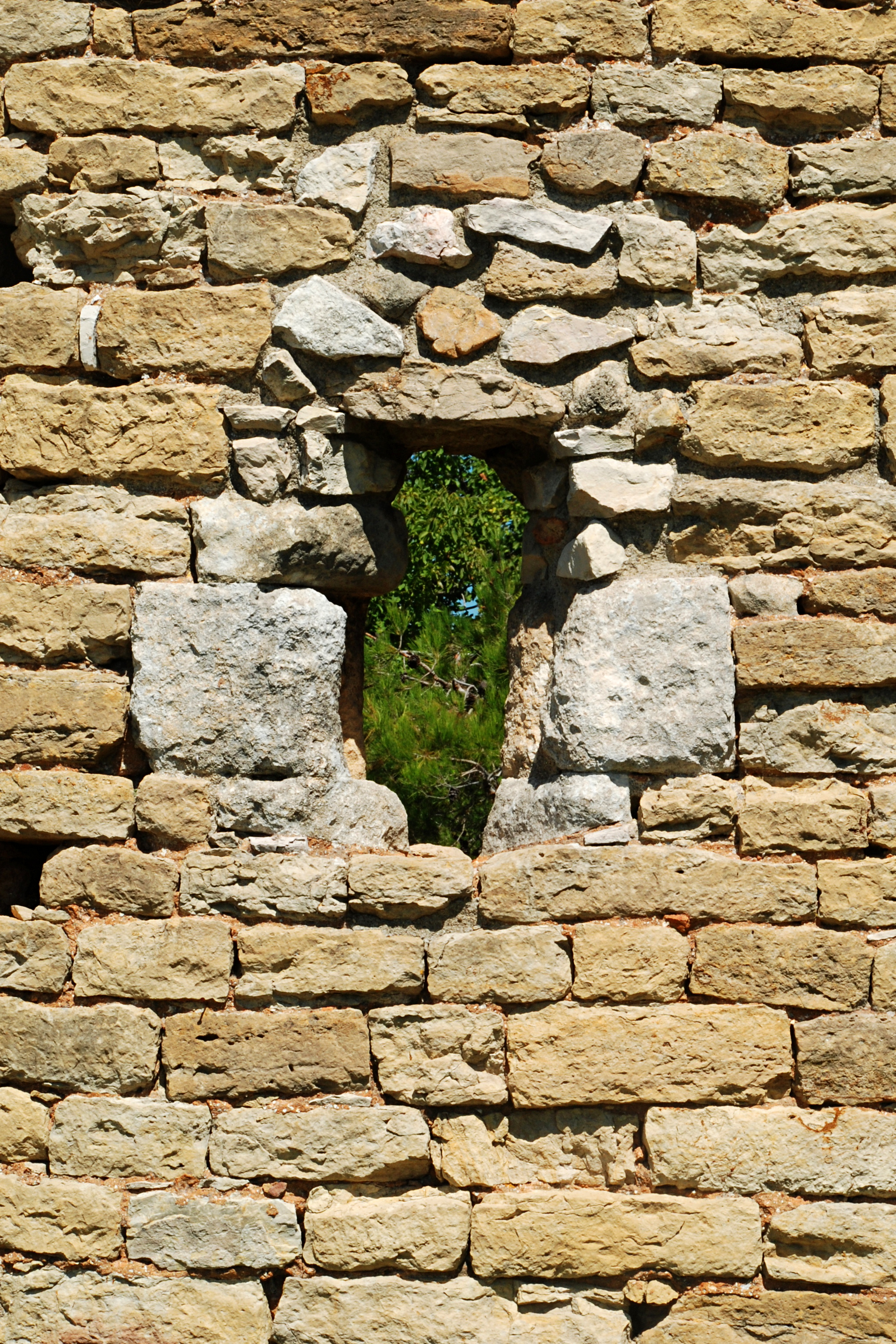
La fenêtre méridionale.

### Architecture intérieure

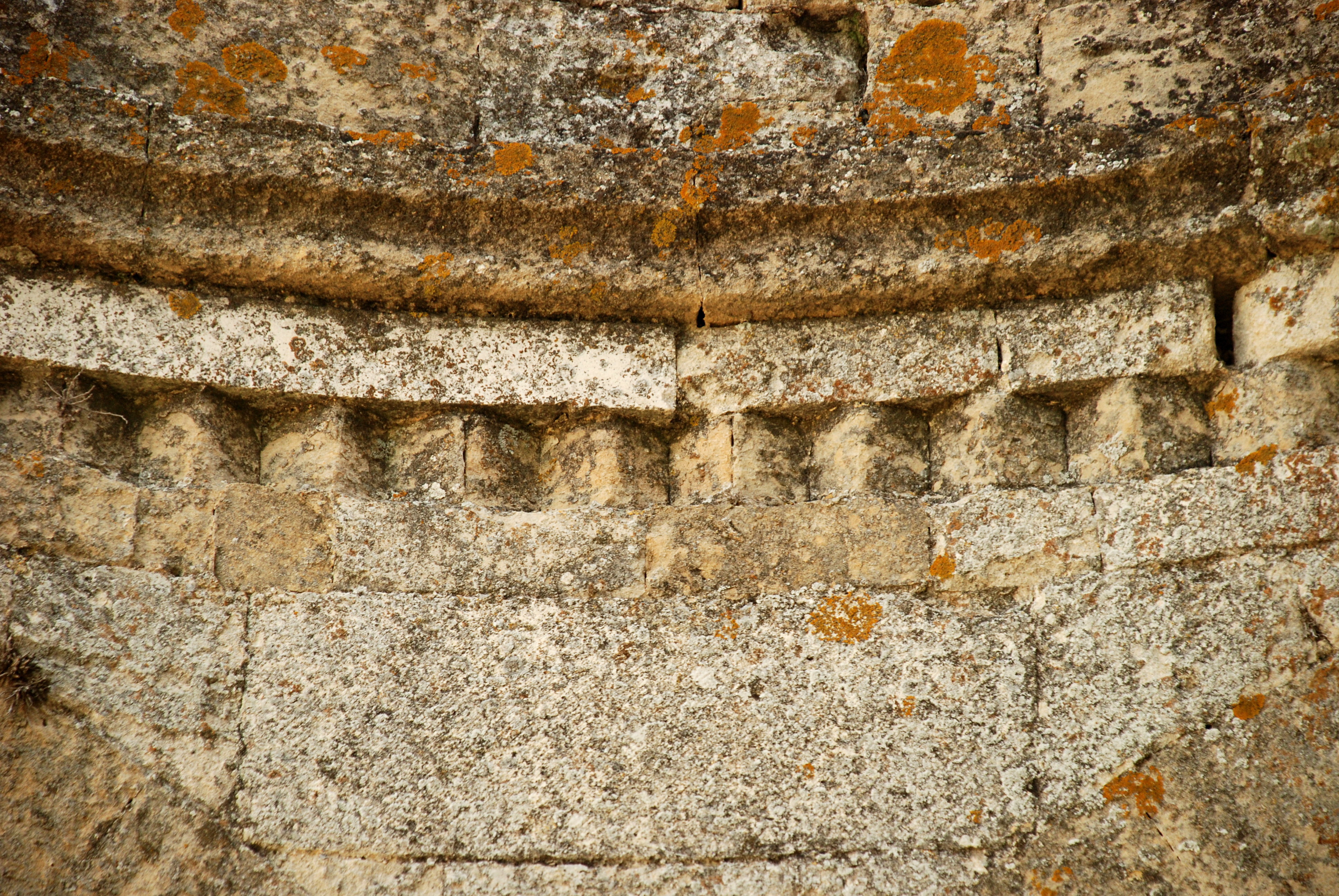
Frise de dents d'engrenage.

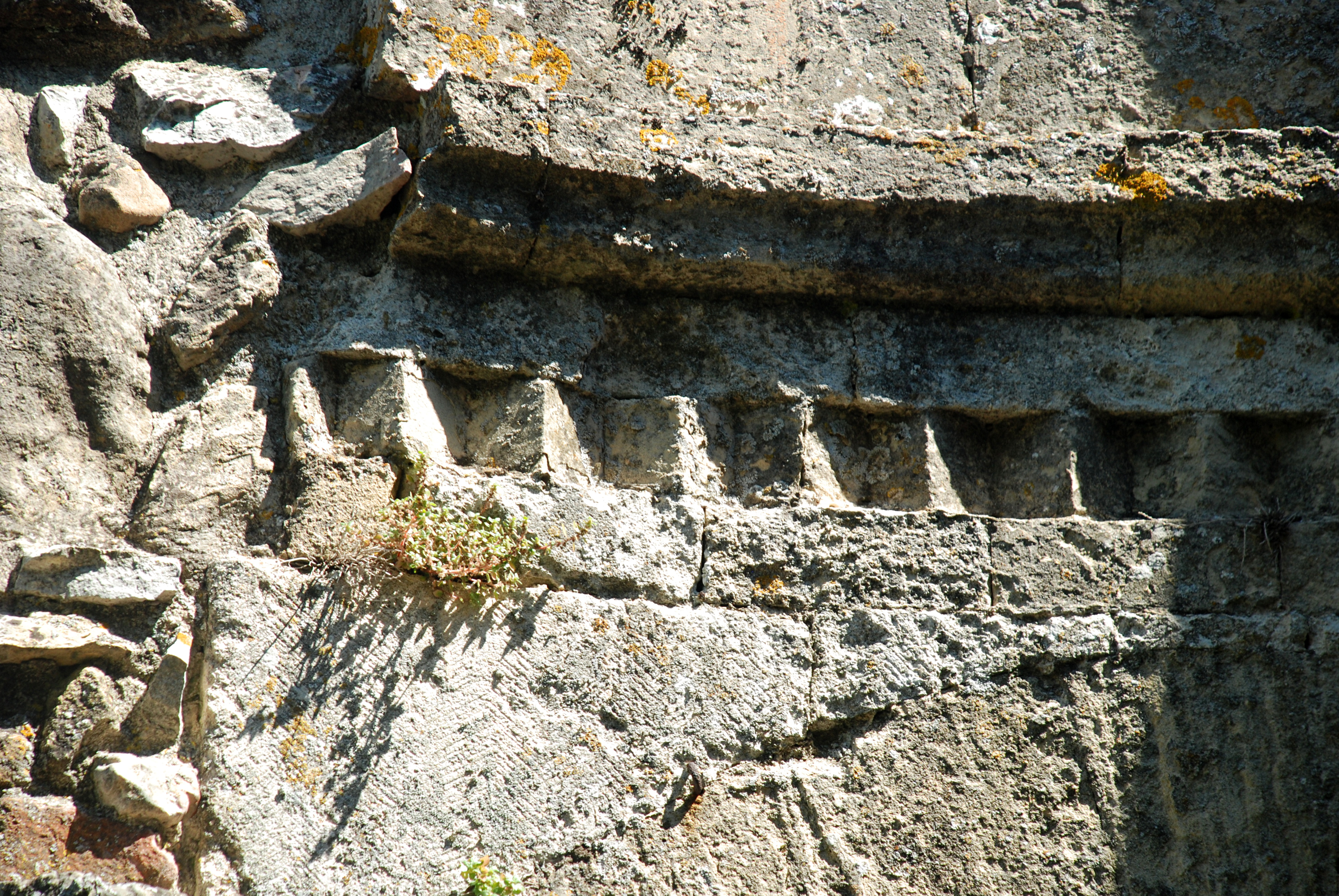
Frise de dents d'engrenage.

L'intérieur, en ruines et sans dallage, conserve les restes d'une belle abside comportant trois absidioles logées dans l'épaisseur du mur.
Chacune des absidioles est constituée de murs en moellons surmontés d'une voûte en cul-de-four réalisée en pierre de taille assemblée en grand appareil, reposant sur une corniche moulurée.
Les arcs d'ouverture des absidioles retombent sur des chapiteaux sculptés qui couronnaient des colonnes dont il ne reste que les bases.
L'abside elle-même est également couverte d'une voûte en cul-de-four, partiellement effondrée. Cette voûte prend appui sur une  corniche moulurée soulignée d'une frise de dents d'engrenage.
De part et d'autre de l'entrée du chœur, on distingue encore les vestiges des colonnettes engagées et des chapiteaux qui supportaient l'arc triomphal.

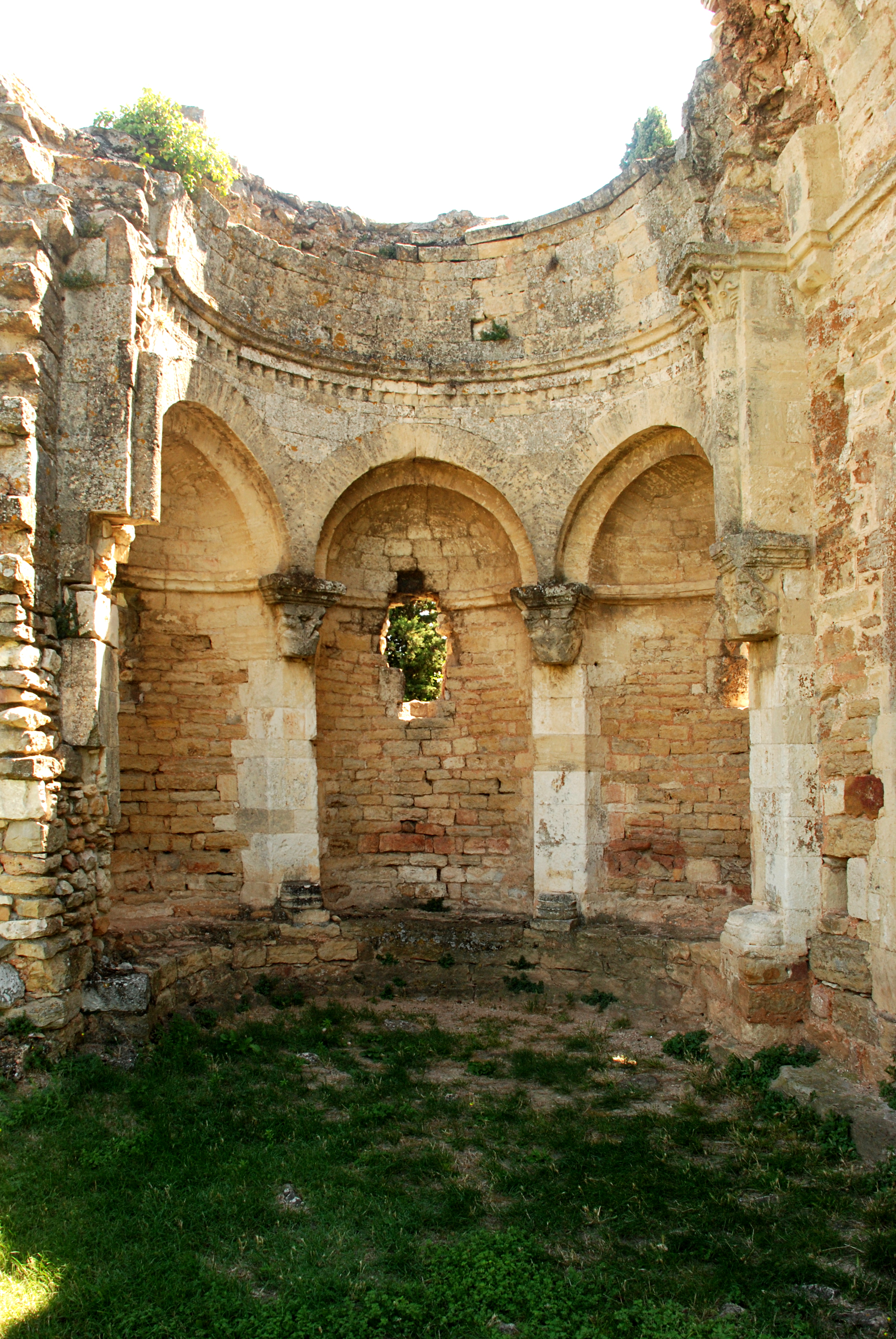
L'abside et ses absidioles.
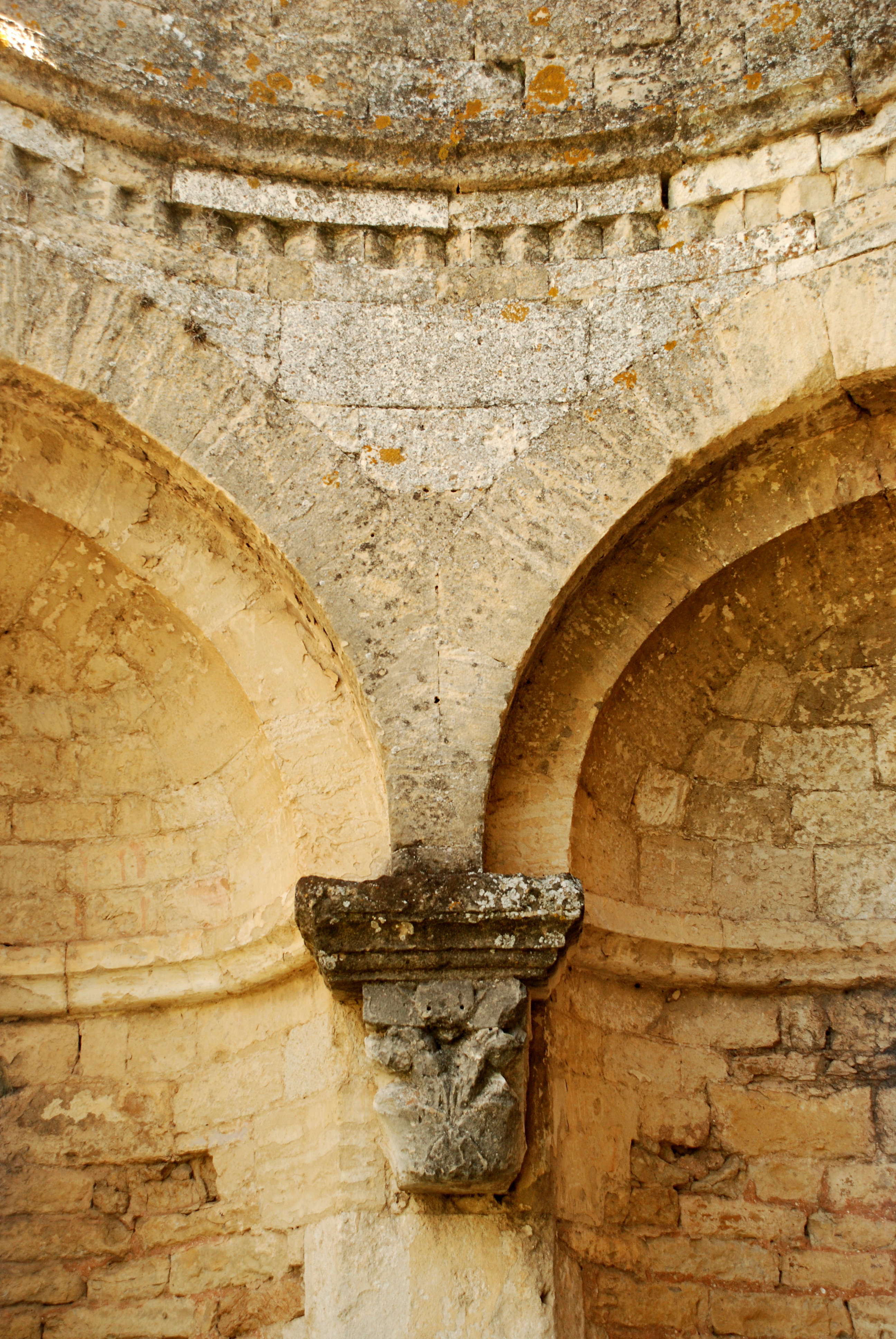
Retombée d'arc.
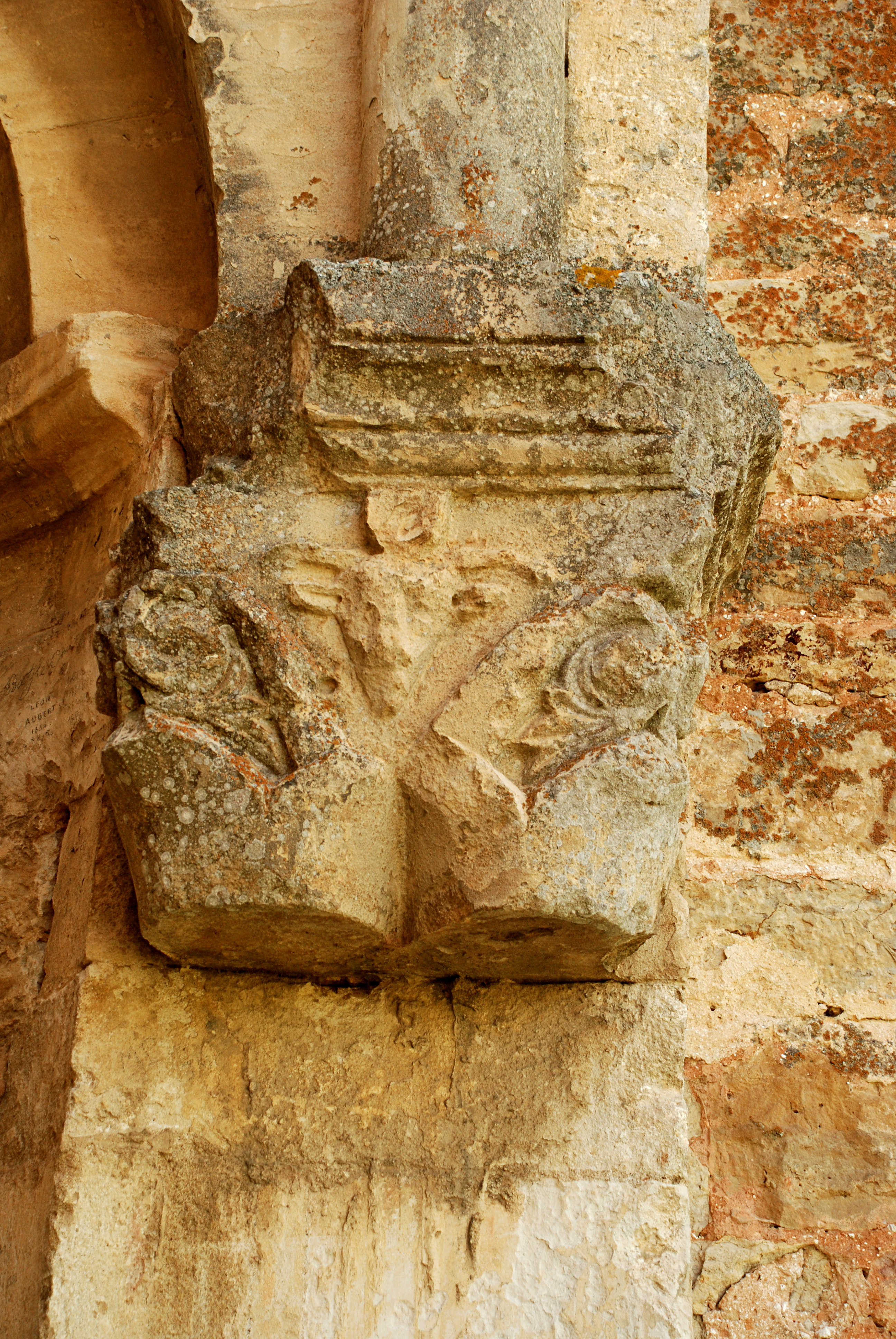
Chapiteau de l'arc triomphal.